# Elin Brandell
Elin Brandell, född Henriques den 14 augusti 1882 i Stockholms mosaiska församling, död 27 juni 1963 i Täby församling i Stockholms län, var en svensk författare och journalist. Som journalist är hon känd under signaturerna Opolitiska frun, Regan och Clementine.

## Biografi
Elin Brandell var dotter till professorn vid KTH Pontus Henriques (1852–1933) och Gustafva Heyman (f. 1861). Hon blev 1906 fil. kand. vid Uppsala universitet och anställdes samma år vid Dagens Nyheter, där hon kvarblev till 1937.
Hon skrev kåseriet Lördagsklubben Histam under signaturen "Regan", där en klubb fiktiva kvinnor debatterade aktuella ämnen, som till exempel rösträttskampen och romanen Pennskaftet. Hon hade liberala sympatier men engagerade sig aldrig aktivt och tog inte ställning politiskt. Hennes stil som journalist beskrivs som kvick, intellektuell och slagfärdig.
Brandell blev mest känd då hon som "Opolitiska frun" kåserade riksdagsdebatter och porträtterade politiker från riksdagens läktare. Riksdagsledamoten Ivar Anderson bekräftade att det vid denna tid var något av en utmärkelse att bli karikerad av henne: 
"När jag längre fram kom in i riksdagen blev jag medveten om Elin Brandell, Dagens Nyheters Opolitiska fru, som hade sin givna plats på läktaren där. Jag beundrade hennes eleganta stil, observationsförmåga och kvickhet. Tillsammans med henne kom, åtminstone vid de stora debatterna, DN:s Einar Rosenborg. Jag tror att det framför allt var han som uppmuntrade Elin Brandell och gav henne råd för riksdagskåserierna. Hon gav sig egentligen inte in på någon politisk kommentering utan hade sin styrka i de skickliga miljöåtergivningarna och de och i de snabba, kvicka och ofta rätt försåtliga personskisserna. Hon var mycket uppmärksammad och man kunde se hur herrarna nere i kammaren tittade längtansfullt upp mot henne eftersom ett omnämnande av Opolitiska frun var en utmärkelse, antingen hon levererade uppskattning eller kritik. Jag fick några gånger den äran, men minns bara ett tillfälle då hon ironiskt lät mig veta att jag var prydlig som kråsnålen i en halsduk."
År 1963 beskrev Staffan Larsson henne som: 
"... intelligent, spirituell, självironisk, varm och oroad, levande engagerad i människor och i tidens brinnande frågor och med förmågan att tränga igenom alla det fördomsfulla hyckleriets förskansningar och ställa saker och ting på sin spets. En kvinna som på den tiden måste ha betraktats som synnerligen radikal och i många avseenden är det än idag."
Elin Brandells ställning på DN var unik för en kvinna under hennes samtid, då kvinnor oftast hänvisades till "kvinnospalter" och sällan fick uppdrag med status: 
"Hon skulle under sin långa tid kraftigare än någon annan kvinnlig journalist bidra till tidningens utveckling. [...] ... och det kan tilläggas att redaktionsledningen ofta och med fördel anlitade hennes goda omdöme också vid avgörandet av andra betydelsefulla redigeringsproblem".
Hon ska 1924 ha infört en söndagsbilaga med "kvinnomaterial", det vill säga "husliga frågor" på tidningen, enligt uppgift enbart för att hon insåg sådana bilagors popularitet och inte för att hon intresserade sig för dem.
Som medarbetare beskrivs hon som plikttrogen och hade ett särskilt gott samarbete med Elis Håstad och Anton Karlgren. Hon tillhörde också den så kallade "Ligan", en krets kvinnliga journalister som bestod av bland andra Elin Wägner, Gerda Marcus, Ester Blenda Nordström, Ellen Rydelius, Ellen Landquist, Agnes Lindhagen, Tora Bonnier och Célie Brunius. Brandell blev 1912 den första kvinna som tilldelades ett resestipendium av Publicistklubben, något som inte skulle ske igen på åtskilliga decennier. Hon fick det för att studera användningen av kvinnliga journalister i utlandet.
Hon gifte sig 1908 med fil. lic. Simon Brandell, liksom hustrun journalist och verksam vid Dagens Nyheter, till hans död 1925. De fick sonen Ulf Brandell (1910–2003) och dottern Barbro Josephson (1920–1975), gift med Åke Josephson.

## Filmografi
- 1911 – Hon fick platsen eller Exkonung Manuel i Stockholm